# Михайло Стасюлевич
Михайло Матвійович Стасюлевич (1826—1911) — російський історик і публіцист, редактор журналу «Вісник Європи». Дійсний статський радник.

## Біографія
Син лікаря. У 1847 році закінчив філологічне відділення філософського факультету Санкт-Петербурзького університету. У 1849 році захистив магістерську дисертацію, в 1851 році — дисертацію на ступінь доктора історичних і політичних наук. У 1852 році став доцентом університету, викладав історію в 4-й (ларинській) гімназії і в Патріотичному інституті, а також дітям великої княгині Марії Миколаївни — Марії Максиміліанівні і Миколі Максиміліановичу Лейхтенбергському. З 1858 року — професор загальної історії. Основні теми історичних робіт Стасюлевича — стародавня Греція і західно-європейське середньовіччя.
У 1861 році разом з К. Д. Кавеліним, О. М. Пипіним, В. Д. Спасовичем і Б. В. Утіним пішов у відставку на знак протесту проти придушення студентського руху. До 1866 року був членом ученого комітету міністерства народної освіти з предмета загальної історії.
У 1860—1862 роках викладав історію Великому Князю Миколі Олександровичу.
В 1862—1865 роках видав тритомну «Історію середніх віків, у її джерелах і сучасних письменниках».  
З 1866 по 1908 рік — редактор ліберального літературно-художнього журналу «Вісник Європи». Співпрацював у багатьох органах друку. У 1881 році також видавав щоденну газету «Порядок», однак після смерті Олександра II вона була спочатку заборонена в роздрібному продажі, потім припинений друк на шість тижнів. Зрештою, «Порядок» проіснував лише один рік, принісши видавцю-редактору чимало матеріальних збитків і моральних тривог та прикрощів.
З 1881 року був гласним Санкт-Петербурзької міської думи. У 1883 році склав історичний нарис діяльності думи.
У 1890 році був обраний головою комісії з народної освіти, членом якої був з 1884 р.; сприяв відкриттю у місті нових шкіл й училищ. У 1900 році, внаслідок незгоди з міським головою, відмовився від цього звання. У лютому 1911 року О. Ф. Коні писав у «Віснику Європи»:
|  | Но надо было видеть его на освящениях новых обширных училищных зданий, на актах и школьных празднествах, среди толпы собранных им детей; надо было посетить вместе с ним несколько городских училищ, чтобы понять, сколько любящего сердца и деятельной воли вкладывал он именно в школьное дело… Недаром приняв в своё заведование 262 городских училища и 8 воскресных школ, он через десять лет оставил 344 училища, с 22-мя тысячами учащихся, и 22 воскресных школы. Переживший на два года золотую свадьбу своей безмятежной семейной жизни, он не имел потомства, — и сердце его широко открылось для чужих детей |

12 серпня 1909 року міська дума клопотала про присвоєння Стасюлевичу звання почесного громадянина і назвала ім'ям Стасюлевича чоловіче чотирикласне училище. Клопотання затверджено Миколою II 29 грудня 1909 року.
Михайлу Матвійовичу був наданий чин дійсного статського радника. Він був почесним мировим суддею Санкт-Петербурга, почесним членом Санкт-Петербурзького і Харківського університетів.
Взяв активну участь в організації Партії демократичних реформ.
Був похований у прибудові «Утамуй мої печалі» Воскресенської церкви, при вході на Смоленське кладовище.